# Buslijn 342 (Uithoorn-Schiphol)
Buslijn 342 was een R-net buslijn van Connexxion die Uithoorn met Aalsmeer en Schiphol verbond. De lijn werd in december 2017 ingesteld als indirecte opvolger van lijn 142. 

## Geschiedenis

### Lijn 142
Op 27 mei 1990 stelde de toenmalige streekvervoerder Centraal Nederland (CN) lijn 142 in van Uithoorn naar Schiphol Centrum; deze lijn reed doordeweeks overdag in de tegengestelde richting van lijn 141. In mei 1994 werd CN opgeheven en verdeeld tussen NZH en Midnet; de lijnen in het westelijk vervoergebied waren voortaan NZH-lijnen, lijn 142 kwam te vervallen. 

### Lijn 342/N42
In 1999 fuseerden NZH en Midnet met de omringende streekvervoerders tot Connexxion dat in december 2017 een nieuwe verbinding instelde van Schiphol naar Uithoorn; deze lijn had een afwijkende route en reed niet door maar langs Aalsmeer. Lijn 342 reed overdag ieder kwartier en 's avonds ieder half uur; 's nachts reed lijn N42. De lijn was doorgaans gekoppeld aan lijn 347 naar Amsterdam Centraal en werd grotendeels met gelede elektrische bussen gereden.
Op 15 december 2019 kwam lijn N42 te vervallen wegens minimale bezetting. Er kwam geen alternatief voor de lijn en hierdoor verdween de directe nachtverbinding van Schiphol naar Uithoorn en Aalsmeer.
Op 3 januari 2021 kwam lijn 342 te vervallen. Lijn 198 was het  alternatief of lijn 340 met overstap op het Schipholnet.